# Gedson Fernandes
Gedson Carvalho Fernandes (São Tomé, 9 de janeiro de 1999) é um futebolista português que atua como meio-campista. Atualmente joga pelo Spartak Moscou. 

## Títulos
Benfica
- Campeonato Nacional de Juniores: 2017–18[1]
- Primeira Liga: 2018–19

Portugal
- Campeonato Europeu Sub-17: 2016

### Prêmios individuais
- Equipe do torneio do Campeonato Europeu Sub-17 de 2016[2]
- Primeira Liga – Melhor Jogador Jovem do Mês: Agosto 2018[3]